# Ocimeae
Tribu
Les Ocimeae sont une tribu de plantes à fleurs de la famille des Lamiaceae (Lamiacées) et de la sous-famille des Nepetoïdeae (népétoïdées).
Elle compte environ 50 genres et 1 000 espèces, et est principalement représentée dans les zones tropicales et subtropicales d'Asie, d'Afrique et d'Amérique du Sud.
Cette tribu se caractérise par des étamines faiblement tombantes et des anthères synthèques (présence de deux thèques fusionnant dans un espace central).
Cette tribu est très importante sur le plan économique. Elle comprend de nombreuses espèces à usage médicinal, culinaire, ornemental, religieux et même insecticide. Des plantes du genre Haumaniastrum sont en voie d'être utilisées pour la dépollution des sols à forte teneur en cuivre et cobalt.
La taxonomie de la tribu, fondée à l'origine sur les caractéristiques botaniques, a été plusieurs fois reconsidérée récemment, à la suite d'études palynologiques et génétiques (en particulier Ryding 1992, Cantino 1992, Paton 1997).
Elle est loin d'être définitivement fixée. Une subdivision de la tribu en quatre sous-tribus (Hanceolinae,Hyptidinae, Ociminae, Plectrandinae) est en cours, mais l'affectation des genres n'est pas encore terminée.

## Liste des sous-taxons

### Liste des sous-tribus
Hanceolinae – Hyptidinae – Isodoninae – Lavandulinae – Ociminae – Plectranthinae – Siphocranioninae

### Genres de cette tribu
Les genres reconnus par Cantino et al. (1992)[réf. souhaitée] sont :
Acrocephalus, Aeollanthus, Alvesia, Anisochilus, Asterohyptis, Basilicum, Becium, Benguellia, Capitanopsis, Capitanya, Catoferia, Ceratanthus, Dauphinea, Endostemon, Englerastrum, Eriope, Eriopidion, Erythrochlamys, Fuerstia, Geniosporum, Hanceola, Haumaniastrum, Hemizygia, Holostylon, Hoslundia, Hypenia, Hyptidendron, Hyptis, Isodictyophorus, Isodon, Leocus, Marsypianthes, Neohyptis, Nosema, Ocimum, Octomeron, Orthosiphon, Peltodon, Perrierastrum, Platostoma, Plectranthus, Puntia, Pycnostachys, Rabdosiella, Raphiodon, Solenostemon, Symphostemon, Syncolostemon, Tetradenia, Thomcroftia.

### Liste des genres
Selon NCBI (9 juin 2013) :
- genre Aeollanthus
- genre Alvesia
- genre Anisochilus
- genre Asterohyptis
- genre Basilicum
- genre Capitanopsis
- genre Catoferia
- genre Coleus
- genre Dauphinea
- genre Endostemon
- genre Eriope
- genre Eriopidion
- genre Fuerstia
- genre Hanceola
- genre Haumaniastrum
- genre Holostylon
- genre Hoslundia
- genre Hypenia
- genre Hyptidendron
- genre Hyptis
- genre Isodon
- genre Marsypianthes
- genre Mesona
- genre Ocimum
- genre Orthosiphon
- genre Peltodon
- genre Platostoma
- genre Plectranthus
- genre Puntia
- genre Pycnostachys
- genre Rhaphiodon
- genre Siphocranion
- genre Skapanthus
- genre Solenostemon
- genre Syncolostemon
- genre Tetradenia
- genre Thorncroftia